# Nucșoara (gmina)
Nucșoara – gmina w Rumunii, w okręgu Ardżesz. Obejmuje miejscowości Gruiu, Nucșoara, Sboghițești i Slatina. W 2011 roku liczyła 2387 mieszkańców.